# Georg Flegel

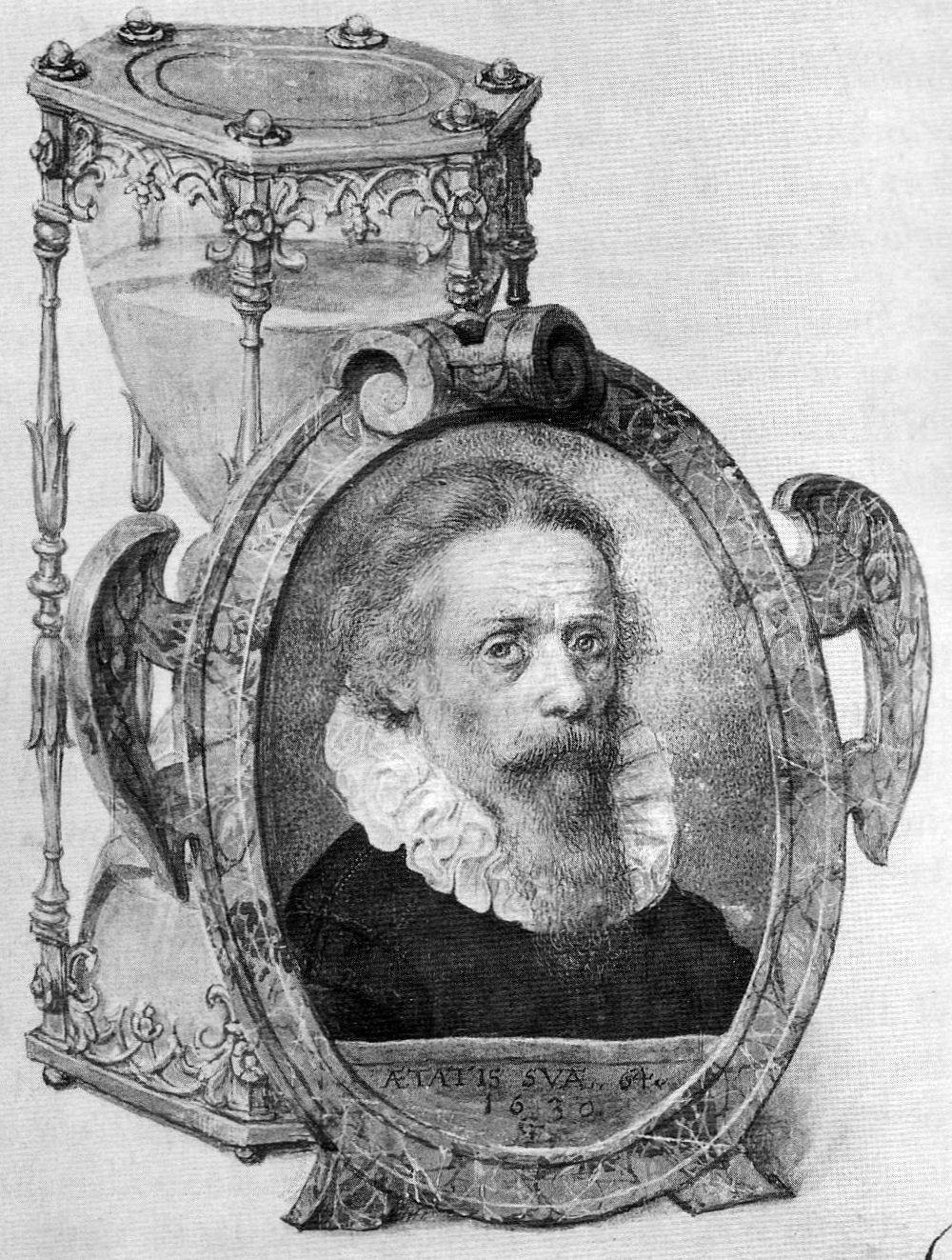
"Autorretrato con reloj de arena" 1630, Gabinete de Grabados del Museo Estatal de Berlín.

Georg Flegel (Olomouc (Moravia), 1566 – Fráncfort del Meno, 23 de marzo de 1638) fue un talentoso pintor alemán de naturalezas muertas.
Posible hijo de un zapatero moravo, se trasladó a Viena hacia 1580, donde se inició en la pintura como ayudante de Lucas van Valckenborch, siguiéndole a Fráncfort hacia 1592, cuando el maestro trasladó su taller allí. Como su ayudante añadía flores o frutas a los cuadros de Valckenborch. Casado con Brigitta, en 1594 nació su primer hijo Martin. En la capital del Mano, adquirió la ciudadanía  28 de abril de 1597, permaneciendo allí hasta su muerte.
Sobre 1600 comenzó a pintar bodegones (naturalezas muertas de comidas, banquetes, desayunos, aves y flores), y casi siempre al servicio de Valckenborch; también pintó una 110 acuarelas entre 1600-1630. Entre sus alumnos se encuentran dos de sus hijos, Friedrich (1596-1616) y Jacob (1602-1623), y Jacob Marrel.

## Selección de pinturas

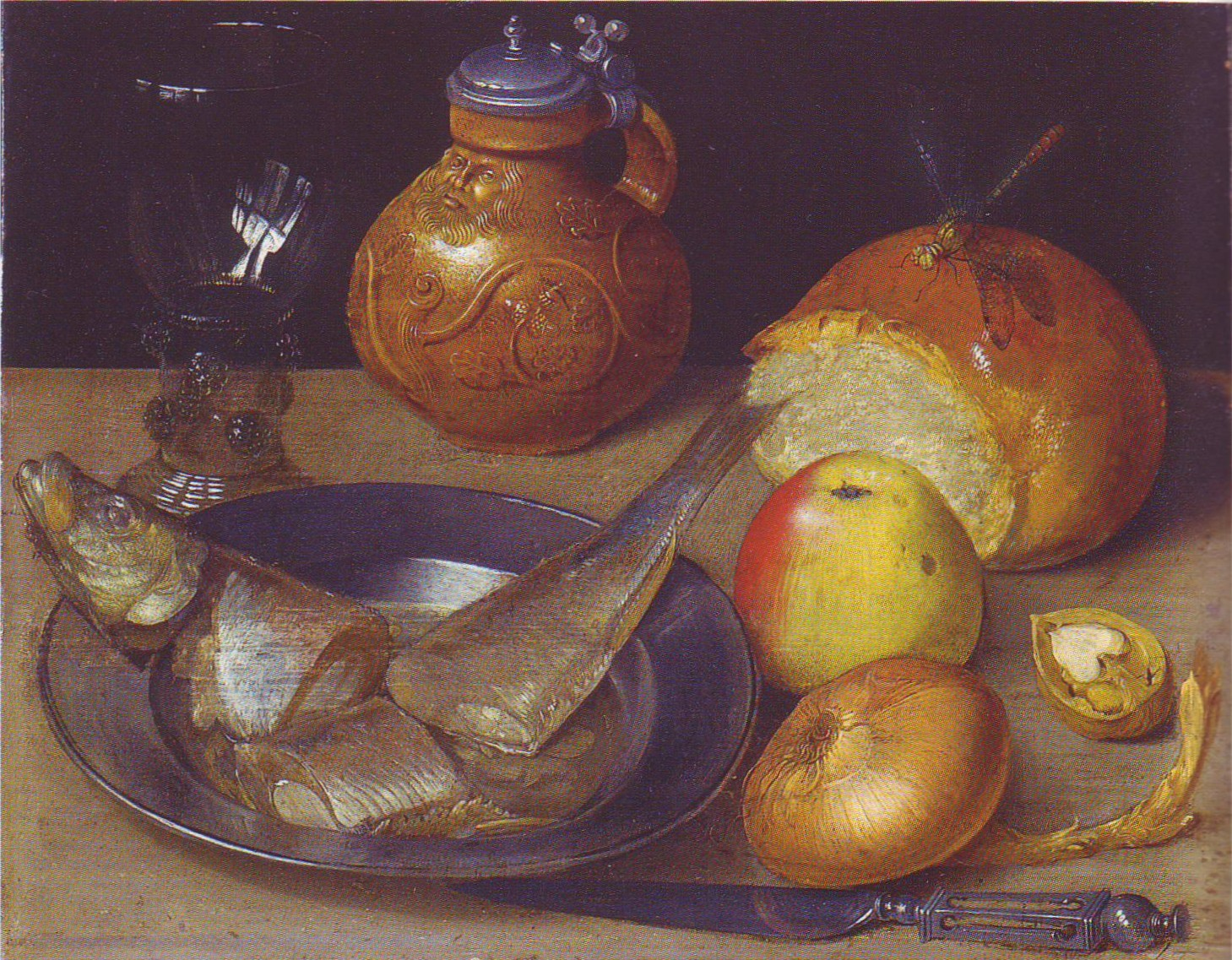
Bodegón con belarmina, libélula y plato de pescado, (ca. 1600)

- Comida con flores (1630), Museo del Hermitage, San Petersburgo.
- Melocotones (1630), Museo Regional de Darmstadt.
- Naturaleza muerta con velas (1930-5), Galería de Arte Nacional, Karlsruhe.
- Naturaleza muerta con queso y cerezas (1635), Nueva Galería Estatal, Stuttgart.
- Naturaleza muerta con pan y confituras (1637), Instituto Städel, Fráncfort.
- Naturaleza muerta con pescado (1637), Museo del Louvre, París.
- Presentación de un manjar (1638), Colección Václav Butta.
- Bodegón con arenques y jarra Bartmann Museo Regional de Pomerania, Greifswald.
- Imbiss con dos copas Museo Regional Renano, Bonn.
- Merienda con huevos fritos Galería Municipal de Aschaffenburg.
- Naturaleza muerta Museo Metropolitano de Arte, Nueva York.
- Naturaleza muerta con galletas y dulces Instituto Städel, Fráncfort.
- Naturaleza muerta con loro Pinacoteca Clásica, Múnich].
- Naturaleza muerta con loro pigmeo Museos Estatales, Berlín.

- Preparación de la comida Museo de Arte, Basilea.
- Vino, golosinas, ratón y loro Colección Estatal Bávara de Arte, Múnich.